# Amor, dolor y viceversa
Amor, dolor y viceversa es una película mexicana dirigida por Name y protagonizada por Bárbara Mori, Leonardo Sbaraglia y Marina de Tavira. Fue estrenada el 12 de junio de 2009.

## Sinopsis
Consuelo lleva casi un año soñando con un hombre que se asemeja mucho a su príncipe azul. Sus amigas están convencidas de que se trata sólo de su imaginación, pero para ella se ha convertido en una auténtica obsesión. Al mismo tiempo, Ricardo también lleva algún tiempo teniendo sueños extraños, en esta ocasión son pesadillas donde una joven mujer intenta asesinarle sin motivo aparente. El destino va a hacer que los dos dejen a un lado el mundo onírico y se encuentren cara a cara en la realidad.

## Reparto
- Bárbara Mori como Consuelo 'Chelo' Rivas Ortiz
- Leonardo Sbaraglia como Dr. Ricardo Márquez
- Marina de Tavira como Marcela Padilla
- Joaquín Cosio como Agente Salas
- Irene Azuela como Gaby
- Tony Dalton como Marco
- Marimar Vega como Ingrid
- Alejandra Adame como Mariana
- Diego Velázquez como Paco
- Maria Ines Pintado como Mamá del Paco
- Pedro De Tavira como Perito
- Fermín Martínez como Ferretero
- Max Kerlow como Paciente anciano
- Emmanuel Morales como Mesero
- Nelly Olmedo como Mesera
- Alfredo Escobar como Constructor
- Héctor Holten como Hombre trajeado
- Lisette Cuevas como Mujer paciente
- Alejandro Gazque como Policía
- Carlos Corona como Paciente cardiaco
- Angy como Señora de la biblioteca
- Honicli
- Demián Gálvez
- Carlos Maldonado
- Dan Zlotnik como
- Stanley como Gato de Chelo